# 極東より愛を込めて
「極東より愛を込めて」(きょくとうよりあいをこめて)は、日本のロックバンド、BUCK-TICKの楽曲で、19作目のシングル。2002年2月20日にBMG JAPANより発売された。

## 概要
前作「21st Cherry Boy」から3ヶ月ぶりとなるシングル。ジャケットデザインはサカグチケン。ジャケットは開くと歌詞が書いてあり、BUCK-TICKメンバーも写っている。デビュー当時の5人が並んだ配置(左から、立っている今井寿、地面に座ったヤガミトール、膝をついた櫻井敦司、地面に座った樋口豊、立っている星野英彦)であり、デビュー当時を彷彿とさせるために昔を知るファンを喜ばせた。(この配置は後にアニバーサリーイヤーでも度々新バージョンが撮影されているため特別な配置のようである)
デビュー15周年目のシングル作品であるにもかかわらず、節目を前面には出さなかった。

## 収録曲
1. 極東より愛を込めて (4:32)
  - 作詞：櫻井敦司、作曲：今井寿、編曲：BUCK-TICK

ミュージック・ビデオは山奥の採石場。監督は林氏。メンバー全員が上下白い衣装で、屋外で本番一発撮りで撮影されている。背景は区切られた大きな壁が燃えており、曲が終わる時に火の勢いが落ちて燃え終わる。ベースの樋口豊は他メンバーより後方に位置していたため火に近く、大変熱かったという。撮影時は大変寒かったが、背景の壁に火がつけられるととても熱くなったとも語っている[1]。
2. 王国 Kingdom come -moon set- (5:16)
  - 作詞：櫻井敦司、作曲：今井寿、編曲：BUCK-TICK
3. 女神 Designed by oval (4:19)
  - 作詞：櫻井敦司、作曲：星野英彦、編曲：BUCK-TICK

## 参加ミュージシャン
- 櫻井敦司 - ボーカル
- 今井寿- ギター、ノイズ
- 星野英彦 - ギター
- 樋口豊 - ベース
- ヤガミトール - ドラムス

### サポートミュージシャン
- 横山和俊 - マニピュレート、キーボード、ノイズ

## 収録アルバム
- 『極東 I LOVE YOU(#1・#2（アルバム・バージョン）)
- 『CATALOGUE ARIOLA 00-10』(#1 ※付属のDVDには本曲のPVも収録)
- 『CATALOGUE 1987-2016』(#1)
- 『CATALOGUE THE BEST 35th anniv. 』(#1 ※限定版付属のDVDには本曲のPVも収録)